# Sci alpino ai XIII Giochi olimpici invernali - Discesa libera femminile
Tra le competizioni dello sci alpino ai XIII Giochi olimpici invernali di Lake Placid 1980 la discesa libera femminile si disputò domenica 17 febbraio sulla pista Olympic Downhill di Whiteface Mountain; l'austriaca Annemarie Moser-Pröll vinse la medaglia d'oro, la liechtensteinese Hanni Wenzel quella d'argento e la svizzera Marie-Theres Nadig quella di bronzo, valide anche ai fini dei Campionati mondiali di sci alpino 1980.
Detentrice uscente del titolo era la tedesca occidentale Rosi Mittermaier, che aveva vinto la gara dei XII Giochi olimpici invernali di Innsbruck 1976 disputata sul tracciato di Axams precedendo l'austriaca Brigitte Totschnig (medaglia d'argento) e la statunitense Cindy Nelson (medaglia di bronzo); la campionessa mondiale in carica era la stessa Moser-Pröll, vincitrice a Garmisch-Partenkirchen 1978 davanti alla tedesca occidentale Irene Epple e alla svizzera Doris De Agostini.

## Risultati
| Pos. | Pett. | Atleta                  | Nazione        | Tempo   | Distacco |
| ---- | ----- | ----------------------- | -------------- | ------- | -------- |
| 1    | 6     | Annemarie Moser-Pröll   | Austria        | 1:37,52 |          |
| 2    | 12    | Hanni Wenzel            | Liechtenstein  | 1:38,22 | +0,70    |
| 3    | 9     | Marie-Theres Nadig      | Svizzera       | 1:38,36 | +0,84    |
| 4    | 14    | Heidi Preuss            | Stati Uniti    | 1:39,51 | +1,99    |
| 5    | 19    | Kathy Kreiner           | Canada         | 1:39,53 | +2,01    |
| 6    | 20    | Ingrid Eberle           | Austria        | 1:39,68 | +2,11    |
| 7    | 22    | Torill Fjeldstad        | Norvegia       | 1:39,69 | +2,17    |
| 7    | 11    | Cindy Nelson            | Stati Uniti    | 1:39,69 | +2,17    |
| 9    | 18    | Marianne Zechmeister    | Germania Ovest | 1:39,96 | +2,44    |
| 10   | 5     | Jana Šoltýsová          | Cecoslovacchia | 1:40,71 | +3,19    |
| 11   | 4     | Laurie Graham           | Canada         | 1:40,74 | +3,22    |
| 11   | 2     | Bernadette Zurbriggen   | Svizzera       | 1:40,74 | +3,22    |
| 13   | 24    | Loni Klettl             | Canada         | 1:40,95 | +3,43    |
| 14   | 16    | Holly Flanders          | Stati Uniti    | 1:40,96 | +3,44    |
| 15   | 23    | Cristina Gravina        | Italia         | 1:40,99 | +3,47    |
| 16   | 17    | Marie-Luce Waldmeier    | Francia        | 1:41,05 | +3,53    |
| 17   | 7     | Doris De Agostini       | Svizzera       | 1:41,26 | +3,74    |
| 17   | 13    | Evi Mittermaier         | Germania Ovest | 1:41,26 | +3,74    |
| 19   | 3     | Irene Epple             | Germania Ovest | 1:41,68 | +4,16    |
| 20   | 8     | Annemarie Bischofberger | Svizzera       | 1:41,93 | +4,41    |
| 21   | 15    | Monika Bader            | Germania Ovest | 1:41,96 | +4,44    |
| 22   | 1     | Cornelia Pröll          | Austria        | 1:42,44 | +4,92    |
| 23   | 21    | Petra Wenzel            | Liechtenstein  | 1:42,50 | +4,98    |
| 24   | 25    | Moira Cargill           | Regno Unito    | 1:42,82 | +5,30    |
| 25   | 26    | Valentina Iliffe        | Regno Unito    | 1:43,28 | +5,76    |
| 26   | 27    | Anna Archibald          | Nuova Zelanda  | 1:46,68 | +9,16    |
| 27   | 28    | Farida Rahmeh           | Libano         | 2:42,88 | +1:05,36 |
|      | 10    | Caroline Attia          | Francia        | DNF     | DNF      |

Legenda:

DNF = prova non completata

Pos. = posizione

Pett. = pettorale
Ore: 11.30 (UTC-5)

Pista: Olympic Downhill

Partenza: 1 181 m s.l.m.

Arrivo: 481 m s.l.m.

Lunghezza: 2 698 m

Dislivello: 700 m

Porte: 34

Tracciatore: Jacques Fourno (Francia)